# Liliane Kerjan
Liliane Kerjan, née Liliane Nicol le 13 février 1940 à Lorient et morte le 28 juin 2021, à Suresnes, est une historienne française, spécialiste de la littérature américaine, autrice d'ouvrages sur Edward Albee, Tennessee Williams, Arthur Miller, F. Scott Fitzgerald et Truman Capote et sur l'histoire des États-Unis, domaine sur lequel elle a publié les biographies de George Washington et d'Abraham Lincoln.

## Carrière
Agrégée d'anglais, docteur ès lettres, Liliane Kerjan fut professeur à l'université de Rennes 2, directrice de l’équipe de recherche ACE (Anglophonies, communautés, écritures), vice-présidente de l’université Rennes 2, rectrice de l’Académie de Limoges de 2000 à 2005, ainsi que Fulbright Professor à l’Université de San Diego, et professeur invité (Visiting Scholar) à Yale.
Depuis 1986, elle collaborait à La Quinzaine littéraire. Après une biographie de Tennessee Williams parue en 2010, elle a publié en 2012 une biographie d'Arthur Miller, Ce que je sais d'Arthur Miller. La même année, elle reçut le Prix Grand Ouest attribué par l'Association des écrivains de l'Ouest. Par ailleurs, elle a été présidente de l'Institut franco-américain de Rennes de 2007 à 2020.
En 2020, elle publiait le livre Ils ont fait un rêve sur les écrivains  noirs américains Richard Wright, Ralph Ellison et James Baldwin.

## Ouvrages
- Albee, collection Théâtre de tous les temps, Seghers, 1971
- Le théâtre d'Edward Albee, Klincksieck, 1978
- L'égalité aux États-Unis. Mythes et Réalités, Presses universitaires de Nancy, 1991
- L'Amérique urbaine des années soixante, Presses universitaires de Rennes, 1994
- La consommation culturelle dans le monde anglophone, Presses universitaires de Rennes, 1994
- sous la direction de Nicole Vigouroux-Frey, Voix de femmes à la scène, à l'écran, Presses universitaires de Rennes, 1994 - chapitre Parthénogénèse consacré à Natalie Barney, Djuna Barnes et María Irene Fornés, p. 173-182, texte intégral
- Dix-huit ans, vive la liberté !, éd. des écrivains, 2003
- Tennessee Williams, Paris, Folio, coll. « Folio biographies », 2010, 221 p. (ISBN 978-2-07-043896-9)
- Ce que je sais d'Arthur Miller, Paris, Bourin Éditeur, 2012, 280 p. (ISBN 978-2-84941-319-7)
- Fitzgerald : Le désenchanté, Paris, Éditions Albin Michel, 2013, 320 p. (ISBN 978-2-226-24849-7)
- Truman Capote, Paris, Folio, coll. « Folio biographies », 2015, 304 p. (ISBN 978-2-07-046147-9)
- George Washington, Paris, Folio, coll. « Folio biographies », 2015, 336 p. (ISBN 978-2-07-045653-6)
- Abraham Lincoln, Paris, Folio, coll. « Folio biographies », 2016, 288 p. (ISBN 978-2-07-046159-2)
- Ils ont fait un rêve : Richard Wright, Ralph Ellison et James Baldwin : trois grands écrivains contre le racisme, Paris, Albin Michel, 2020, 320 p. (ISBN 978-2226436856)

## Décorations
- Officier de la légion d'Honneur (décret du 29 mars 2013, Chevalier du 4 mai 2001)[10].